# Considerantes dudum
Pour un article plus général, voir Procès de l'ordre du Temple.
Considerantes dudum est une bulle pontificale. Elle a été fulminée par le pape Clément V le 6 mai 1312 lors du Concile de Vienne.
Elle avait pour but de fixer le sort des templiers après le procès en hérésie qui avait été instruit à leur encontre :
- ceux ayant avoué ou ayant été déclarés innocents se verront attribuer une rente et pourront vivre dans une maison de l'ordre,
- tous ceux ayant nié ou s'étant rétractés, subiront un châtiment sévère (la peine de mort).

D'après cette bulle, le sort des principaux dignitaires à savoir le maître de l'ordre, le visiteur de France, le maître de la province de Terre sainte, celui de Normandie, celui d'Aquitaine/Poitou et celui de Provence ainsi que le cubiculaire Olivier de Penne devait être réservé à la décision du pape mais ce ne fut pas le cas pour les premiers cités.